# Виль-Конанова
Виль-Конанова — деревня в Кудымкарском районе Пермского края. Входила в состав Ошибского сельского поселения. Располагается на реке Весым севернее от города Кудымкара. Расстояние до районного центра составляет 42 км. По данным Всероссийской переписи населения 2010 года, в деревне проживало 14 человек (7 мужчин и 7 женщин).

## История
По данным на 1 июля 1963 года, в деревне проживало 53 человека. Населённый пункт входил в состав Трапезниковского сельсовета.